# Pfeffingen (Zwitserland)
Pfeffingen is een gemeente en plaats in het Zwitserse kanton Basel-Landschaft met ca. 2300 inwoners (2018) en maakt deel uit van het district Arlesheim.
Ten zuiden van Pfeffingen bevindt zich een 12e-eeuwse kasteelruïne, die tussen 2013 en 2017 is gerestaureerd. In de nabijheid voert een smal rotsachtig wandelpad naar nog drie ruïnes, die verscholen in de bossen minder zichtbaar en daarom minder markant zijn.